# Pachychelonus flavifasciatus
Pachychelonus flavifasciatus är en stekelart som beskrevs av Herbert Zettel 1990. Pachychelonus flavifasciatus ingår i släktet Pachychelonus och familjen bracksteklar. Inga underarter finns listade i Catalogue of Life.